# Sujeto (derecho)
Sujeto en el ámbito jurídico es toda persona o entidad con personalidad propia a la que afecta una relación jurídica. Esa afección puede ser en calidad de sujeto activo, es decir, el que es beneficiario de un derecho o responsable de una acción con efectos jurídicos; o como sujeto pasivo, aquel que debe soportar una obligación jurídica o sufre una acción de un tercero (sujeto activo) con efectos jurídicos. En todo caso, las personas jurídicas, en algunos casos y siempre en los procesos en los que se exige responsabilidad penal, en muchas legislaciones nacionales no responde por los hechos la entidad misma, sino su administrador o administradores, o aquellos con facultades de dirección que sean responsables, según los casos, atendiendo al principio de culpabilidad.
En general, el término es usado en distintos campos. Así, en derecho tributario, el sujeto pasivo es el obligado al pago en su relación con la administración tributaria, que es el sujeto activo, aunque será a la inversa cuando el obligado al pago reclame frente a dicha administración, bien en vía administrativa o judicial; en el ámbito penal, el sujeto activo es aquel que realiza una conducta punible, y pasivo el que la sufre y titular del bien jurídico que debe protegerse y en derecho procesal se entiende como sujeto activo a quien inicia y pretende determinada prestación jurisdiccional, y pasivo al que niega la misma. También se usa el término, pero con mucha menos frecuencia, en derecho común y derecho mercantil, debido a que tienen términos propios: obligado/deudor sería el equivalente a sujeto pasivo y acreedor el de sujeto activo.